# Pararge rozsae
Pararge rozsae är en fjärilsart som beskrevs av Bezsilla 1943. Pararge rozsae ingår i släktet Pararge och familjen praktfjärilar. Inga underarter finns listade i Catalogue of Life.